# The tides return forever
The tides return forever is een studioalbum van de Duitse muziekgroep Eloy. Het album is opgenomen in de Pink Ball Studio in Berlijn en in Bornemann’s  Horus Studio in Hannover in het tijdbestek van juli tot en met oktober 1994. In vergelijking tot het vorige album is Klaus-Peter Matziol, de bassist uit de succesperiode midden jaren 70, weer van de partij.  Het ontbreekt de band aan een vaste drummer in die dagen, Eloy gebruikte vaak elektronische drums.

## Musici
- Frank Bornemann – zang, gitaar
- Klaus-Peter Matziol – basgitaar, zang
- Michael Gerlach – toetsinstrumenten, zang

met
- Nico Baretta: slagwerk
- Jocelyn B. Smith: zang op "The tides return forever"
- Miriam Stockley: zang op "Company of angels"
- Peter Beckett & Tom Jackson: zang op "Company of angels", "The last in line" en "The tides return forever"
- Susanne Schätlze & Bettina (Tina) Lux: zang op "The last in line"
- Steve Mann: solo op akoestische gitaar "The tides return forever"
- Ralf Vornberger: akoestische gitaar op "The tides return forever"
- Dirk Michaelis: akoestische gitaar op "Childhood memories"

## Tracklist
Allen gecomponeerd door Bornemann en Gerlach, teksten van Bornemann.

| Nr. | Titel                    | Duur |
| --- | ------------------------ | ---- |
| 1.  | The day of crimson skies | 5:02 |
| 2.  | Fatal illusions          | 9:22 |
| 3.  | Childhood memories       | 6:22 |
| 4.  | Generation of innocence  | 6:10 |
| 5.  | The tides return forever | 6:40 |
| 6.  | The last in line         | 4:01 |
| 7.  | Company of angels        | 9:45 |